# H.G.F. Holm
Heinrich Gustav Ferdinand Holm (23. april 1803 i Berlin – 1. maj 1861 på Almindelig Hospital i København) var en dansk kunstner; han kendes også som Fattigholm. Han var søn af kobberstikker Jens M. Holm.
Holms tilnavn kom ikke af ingenting: Det meste af sin voksne tilværelse levede han i fattigdom, og han døde indlagt på friplads af Københavns fattigvæsen. Hans situation blev ikke nemmere af, at han var enkemand og far til fire børn, og at han angiveligt havde hang til alkohol. Han skaffede indtægter ved bl.a. at udføre tegninger og akvareller og sælge dem – ofte til spotpris. En del af dem blev stukket af hans far.
Den nyeste forskning viser dog, at han ikke havde hang til alkohol, men led af sindssyge. Han arvede den og gav den videre til to af sine børn.
Læge Christian Lunn fra Selskabet for Dansk Memorabilitet forklarede det i 2013 ved afsløringen af en mindeplade for 'Fattigholm' på ejendommen på hjørnet af Amaliegade og Sankt Annæ Plads, hvor kunstneren boede en kort tid. Holm flyttede ofte med familien som fattigfolk flest i Guldalderen.
På trods af de vanskelige kår har Holm udvist betydelige evner. Hans motiver var ofte landskabsmotiver fra Sjælland og bybilleder fra København, og de har historisk interesse, fordi de er udført med stor nøjagtighed og detaljerigdom.
I 1818-27 udførte han flere tegninger for Oldsagskommissionen bl.a. af guldbrakteater og udgravningen af nordhøjen i Jelling. I 1823 var han ophavsmand til en vignet til Danske Magazin, der benyttede den til 1886 og igen fra 2004.
Til Holms sidste arbejder hører hans akvareller fra Almindelig Hospital i Amaliegade hvor han døde af tuberkulose den 1. maj 1861. Han er begravet på Assistens Kirkegård.
Hans arbejder findes i Københavns Museum, Øregaard Museum, Nationalmuseet, Det Kongelige Biblioteks billedsamling, Den Kongelige Kobberstiksamling, Thorvaldsens Museum, Det Nationalhistoriske Museum på Frederiksborg Slot og Museet for Søfart.
| - Værker af HGF Holm - Charlottenlund, ca. 1830 - Parti af Marmorpladsen set mod Store Kongensgade, ca. 1833 - Christiansborg Slot, 1837 - Kongens Nytorv, 1840 - Østre Borgerdyd, Wildersgade på Christianshavn, 1845 - Æresporten ved troppernes hjemkomst, 1851 - Trinitatis Kirke og Rundetårn, (u.å.) - Parti fra Frederiksholms Kanal med Tøjhusbroen og Christiansborg Slot på højre hånd (u.å.) - Vue igennem Ny Kongensgade til Tøjhusbroen hvor en hestevogn netop passerer, (u.å.) - Sankt Annæ Plads med Garnisons Kirke set fra Bredgade, (u.å.) - Udsigt fra Rundetårn til Vesterbro. I midten Vor Frue Kirke og Universitetet. I baggrunden Frederiksberg Slot, (u.å.) |